# ダイナマイトレボリューションカンパニー
株式会社ダイナマイトレボリューションカンパニー (Dynamite Revolution Company) は、テレビ番組を制作する企業である。
元イーストのディレクター・千葉隆弥と他のスタッフが結成、創立された。

## 沿革
- 2003年10月 - 設立。

## 所属スタッフ
- 千葉隆弥（代表者兼プロデューサー兼演出）
- 齋藤智礼（プロデューサー）
- 樽見近工（ディレクター）
- 岸憲人（ディレクター）
- 布施美那（ディレクター）
- 吉田京平（アディレクター）
- 高倉大真（ディレクター）
- 佐野勇樹（アシスタントディレクター）
- 松本誠　（アシスタントディレクター）
- 塩田匠　（アシスタントディレクター）
- 村野泰河（アシスタントディレクター）
- 斉藤竜（アシスタントディレクター）
- 田中菜々（アシスタントディレクター）

## 主な制作番組

### 現在
レギュラー
- 日経スペシャル 未来世紀ジパング〜沸騰現場の経済学〜（テレビ東京）
- 名医のTHE太鼓判!（TBS）
- 教えてもらう前と後（毎日放送）
- 日曜ゴールデンの池上ワールド 池上彰の現代史を歩く〜Walking through Modern History〜(テレビ東京)

単発
- 池上彰の戦争を考えるSP（テレビ東京）
- 結婚したら人生劇変!○○の妻たち（TBS）
- 坂上探検隊（フジテレビ）

### 過去
レギュラー
- 行列のできる法律相談所（日本テレビ）
- シャープに答えて（シャープ、ジーワン）
- タナゴコロッジ〜明日を考えながらスープを飲む客人達〜（関西テレビ）
- ザ・ノンフィクション（フジテレビ）
- のりスタは〜い!（テレビ東京）
- 賢コツ!!（テレビ朝日）
- スーパーニュース　スーパー特報（フジテレビ）
- サイコラッ!（テレビ東京）
- 地球感動配達人 走れ!ポストマン（毎日放送）
- ハケンOLは見た!（テレビ東京）
- 解禁!(秘)ストーリー 〜知られざる真実〜（TBS）
- ザ・ベストハウス123（フジテレビ）
- (株)世界衝撃映像社（フジテレビ）
- 踊RI場（テレビ東京）
- 駆け込みドクター!運命を変える健康診断（TBS）
- ブラマヨ衝撃ファイル 世界のコワ〜イ女たち（TBS）
- 137億年の物語（テレビ東京）
- 不思議探求バラエティー ザ・世界ワンダーX (TBS)

特番
- THEインジケーター（フジテレビ）
- スーパーフライデー（TBS）
  - 若手芸人は見た!実録㊙芸能界
- 運命の出会い〜サラブレッドにかけた夢〜（関西テレビ）
- 必着!!がむしゃらポストマン（TBS）
- 水トク!（TBS）
  - 史上最強の人間ドック ザ・快傑ドクター
- カスペ!（フジテレビ）
  - お客様は王様かよっ!?
- ヘルメスの悪戯（テレビ東京）
- わかるテレビ（フジテレビ）
- 知的1級河川 バカの河（フジテレビ）
- 芸能界1000人大調査!プライベート完全データ化スペシャル（読売テレビ）
- 世界がもし100人の村だったら（フジテレビ）
- やっちまった伝説 今だから言える!門外不出(秘)エピソード大公開SP（毎日放送）
- 明日をあきらめない…がれきの中の新聞社〜河北新報のいちばん長い日〜（テレビ東京）
- 突撃解明バラエティ 知らないと!こわい世界（テレビ東京・テレビ大阪）
- 噂のマヨつば話!一斉捜索SP (TBS)

ミニ
- 元気の源泉（TBS）